# Pachylepyrium wrightii
Pachylepyrium wrightii är en svampart som beskrevs av Raithelh. 1983. Pachylepyrium wrightii ingår i släktet Pachylepyrium och familjen Strophariaceae.   Inga underarter finns listade i Catalogue of Life.